# Antenor Roberto
Antenor Roberto Soares de Medeiros (Currais Novos, 7 de junho de 1961) é um advogado, procurador e político brasileiro, filiado ao Partido Comunista do Brasil (PCdoB). Desempenhou o cargo de vice-governador do Rio Grande do Norte entre 2019 e 2023. Em 2023, assumiu o posto de procurador-geral do estado, cargo que ocupa atualmente.

## Biografia e trajetória política
Antenor Roberto, natural de Currais Novos, no interior do Rio Grande do Norte, é um advogado, procurador e político brasileiro, filiado ao Partido Comunista do Brasil (PCdoB) desde 1987. Formado em Direito pela Universidade Federal do Rio Grande do Norte (UFRN), Antenor iniciou sua trajetória política ainda durante a graduação, onde se destacou no movimento estudantil. Nesse período, foi eleito presidente do Centro Acadêmico de Direito e do Diretório Central dos Estudantes (DCE), assumindo papel de liderança em questões estudantis e políticas que moldariam sua carreira pública.
Como procurador do Estado, Antenor consolidou sua carreira jurídica, paralelamente à sua atuação partidária no PCdoB. Ao longo de mais de quatro décadas de militância, ocupou diversos cargos dentro do partido, incluindo a presidência do comitê estadual em várias gestões. Além disso, Antenor Roberto foi eleito membro do Comitê Nacional do PCdoB durante o 12º Congresso da legenda, em 2009.
Nas eleições de 2018, Antenor foi escolhido para compor a chapa majoritária como candidato a vice-governador ao lado da ex-senadora Fátima Bezerra (PT), pela coligação "Do Lado Certo", formada pelo Partido dos Trabalhadores (PT), PCdoB e Partido Humanista da Solidariedade (PHS). A chapa conquistou 748.150 votos (46,17% dos votos válidos) no primeiro turno, avançando para o segundo turno contra o ex-prefeito de Natal, Carlos Eduardo Alves. No segundo turno, a vitória foi expressiva, com Fátima Bezerra e Antenor Roberto obtendo 1.022.910 votos (57,60% dos votos válidos), sendo eleitos para governar o Rio Grande do Norte. Antenor exerceu o cargo de vice-governador de 1º de janeiro de 2019 a 2023, contribuindo de forma significativa para a administração estadual e para a implementação de políticas públicas voltadas ao desenvolvimento social e econômico do estado.
Após o término de seu mandato como vice-governador, Antenor foi nomeado procurador-geral do estado em 2023, cargo que ocupa atualmente, onde segue contribuindo para a defesa jurídica do governo e a implementação de ações estratégicas no âmbito da administração pública.

Além de sua carreira pública, Antenor Roberto tem uma vida familiar consolidada. É casado com a juíza do trabalho Luiza Eugênia e pai de três filhos: Ana Sofia, João Pedro e Tomás Eugênio.